# Hyrule Warriors
Hyrule Warriors (jap. ゼルダ無双, Zeruda Musō, wörtlich: „Zelda Unvergleichlich“) ist ein Hack-and-Slay-Videospiel von Koei Tecmo und Nintendo für die Wii U. Es wurde in Europa, Australien und in den USA im September 2014 veröffentlicht, während es in Japan bereits einen Monat früher veröffentlicht wurde. Hyrule Warriors wurde von Omega Force und Team Ninja, zwei Abteilungen von Koei Tecmo, entwickelt. Bei dem Spiel handelt es sich um eine Crossover-Produktion, die dem Spielprinzip der Musō-Reihe, insbesondere der Dynasty-Warriors-Serie, folgt, inhaltlich aber im Spieluniversum von The Legend of Zelda angesiedelt ist.

## Handlung
Die Handlung des Spiels steht außerhalb der offiziellen Zelda-Zeitlinie. Die Zauberin Cia, die bisher neutral über das Gleichgewicht des Triforce gewacht hat und selbst das Triforce der Kraft besitzt, verliebt sich in Link. Links Erzfeind Ganondorf nutzt diesen Umstand und dringt in Geistergestalt in Cias Seele ein. Sein Ziel ist die Wiederherstellung seiner Seele, die vor langer Zeit in vier Teile gespalten wurde. Drei davon wurden in Raum und Zeit verteilt und versiegelt, das vierte vom Master-Schwert gebannt. Ganondorf vertreibt das Gute aus Cia und bewirkt, dass Cia nur noch vom Gedanken besessen ist, Link näher zu kommen. Sie veranlasst, ein Seelenportal zu öffnen, um eine Monsterarmee aufzubauen. Daraufhin versucht sie mit ihren Befehlshabern Volga und Pyroma, Hyrule anzugreifen.
Als Cias Truppen Schloss Hyrule angreifen, kämpft unter den hylianischen Truppe neben Zelda und Impa auch Link mit, der das Triforce des Mutes besitzt, wie sich später herausstellt. Die Schlacht geht jedoch verloren und Prinzessin Zelda verschwindet. Auf der Suche nach ihr begegnen Link und Impa dem jungen Mann Shiek, der sich ihnen anschließt, und der guten Zauberin Lana, die behauptet im gleichen Clan wie Cia zu sein. Daraufhin versuchen sie, das Seelenportal wieder zu schließen. Cia stellt ihnen jedoch eine Falle und bringt so das Triforce des Mutes von Link und das Triforce der Weisheit von Shiek an sich. Daraufhin benutzt sie das Triforce um die drei Zeitebenen aus Ocarina of Time, Twilight Princess und Skyward Sword mit der jetzigen zu verbinden und öffnet auch dort Seelenportale, um diese Regionen einzunehmen. Nun kann Ganondorf die ersten drei Teile seiner Seele wieder vereinen.
Daraufhin teilen sich Link, Impa, Shiek und Lana auf, um das Seelenportal möglichst schnell wieder zu schließen. Dabei übernehmen Impa und Shiek die Zeitebene von Ocarina of Time, Lana die von Twilight Princess und Link die von Skyward Sword. Impa und Shiek schließen sich dort der Gorone Darunia und die Zora-Prinzessin Ruto an. Nachdem sie Pyroma besiegt haben und Shiek sich als Zelda zu erkennen gibt, schließen sie das Seelenportal in dieser Zeitebene. Lana hingegen geht zur Schattenebene, wo sie auf einen Kampf zwischen der Schattenprinzessin Midna und dem selbsternannten Schattenkönig Zanto trifft. Dort kann sie Midna und eine Käfersammlerin mit dem Namen Agnetha auf ihre Seite bringen und Zanto besiegen sowie das Seelenportal schließen. Link schließlich lernt den Schwertgeist Phai kennen und besiegt gemeinsam mit diesem Volga, Ghirahim und den Verbannten und schließt das letzte Seelenportal.
Daraufhin treffen sich alle Helden wieder und Lana enthüllt, dass sie die gute Seelenhälfte von Cia ist, die vom Geist Ganondorfs vertrieben wurde. Nun verlässt Ganondorfs Geist Cia und nutzt die drei wiedererlangten Fragmente seiner Seele, um seine körperliche Form wieder anzunehmen. Als Ganondorf nun versucht, das komplette Triforce von Cia an sich zu bringen, schickt Cia das Triforce des Mutes und das Triforce der Weisheit wieder zu ihren ursprünglichen Besitzern Link und Zelda zurück, während sie das Triforce der Kraft nutzt, um Ganondorf zu verschließen. Obwohl sie nicht mehr unter Ganondorfs Einfluss steht, versucht Cia auch weiterhin, Link für sich zu erobern.
Daraufhin brechen die Helden zum Tempel des heiligen Schwerts auf, in dem das Master-Schwert ruht, um Ganondorfs letztes Seelenfragment zu verbannen. Link nimmt das Schwert an sich, um mit dessen Hilfe Cias Monster aus Hyrule zu vertreiben. Anschließend brechen Link und die anderen Helden auf, um Cia endgültig zu besiegen. Lana übernimmt daraufhin Cias Platz, um künftig über das Triforce der Kraft zu wachen, und die Helden aus den anderen Zeitebenen werden in ihre Zeit zurückgeschickt.
Aufgrund der Entfernung des Master-Schwerts aus seinem Sockel gelingt es Ganondorf allerdings, alle Teile seiner Seele wiederzuvereinigen. Auch lässt er sich von Zanto und Ghirahim die Treue schwören. Nun schlüpft der Spieler erstmals in die Rolle von Ganondorf. Nachdem Ganondorf seine Macht zurückerlangt und eine neue Armee aufgebaut hat, greift er zunächst Lana an, um das Triforce der Kraft zu erlangen. Anschließend bricht er zum Schloss Hyrule auf, um auch die beiden anderen Fragmente des Triforces an sich zu bringen. Nachdem ihm auch das gelungen ist, wechselt der Spieler abermals die Rolle. Lana beschwört erneut die Helden aus den verschiedenen Zeitebenen. Diese bekämpfen nun Ghirahim und Zanto, während Ganondorf sich zurückzieht. Schließlich wird auch er von den Helden angegriffen und verwandelt sich nach einer ersten Niederlage mithilfe des Triforce in die Schattenbestie Ganon. Nachdem auch diese besiegt wurde, kehrt das Triforce zu seinen rechtmäßigen Besitzern zurück. Mit dessen Hilfe wird Ganon schließlich wieder besiegt und daraufhin mit dem Master-Schwert gebannt.

## Spielprinzip
Bei dem Spiel handelt es sich um eine Kombination der Hack and Slay-Spielweise von Koei Tecmos Dynasty Warrior mit den Charakteren der The-Legend-of-Zelda-Serie von Nintendo. Erstmals in der Zelda-Geschichte (mit Ausnahme von CD-i-Titeln, die sich deutlich von denen von Nintendo unterscheiden) kann der Spieler andere Charaktere als Link steuern, darunter auch böse Seriencharaktere. Wie die Protagonisten stammen die Gegner und Spielgegenstände, wie Bomben oder Pfeile, sowie die meisten Endgegner mehrheitlich ebenfalls aus der Zelda-Serie. Ein wesentliches Element des Spiels ist es, Basen und Stützpunkte der Gegner zu erobern, in denen anschließend eigene Streitkräfte erscheinen. Jeder Charakter hat unterschiedliche Waffen, mit denen er mit Kombinationen von schwachen und starken Angriffen unterschiedliche Kombos ausführen kann. Solche Waffen werden zufällig durch das Besiegen von Gegnern gewonnen. Einige Charaktere haben außerdem mehrere unterschiedliche Waffentypen.
Das Spiel besitzt unterschiedliche Modi. Zum einen gibt es den Legenden-Modus, der als einziger von Anfang an freigeschaltet ist und in dem man die Story durchspielt. Zum anderen gibt es einen Abenteuer-Modus, in welchem die Karte aus dem ersten The Legend of Zelda mit unterschiedlichen Missionen verbunden wird, die denen des Legenden-Modus ähneln, aber kürzer sind. Dabei muss man auf der Karte mithilfe von in Missionen gewonnenen Gegenstandskarten Rätsel lösen, die in den Missionen jeweils etwas verändern. Ein Kartenabschnitt entspricht dabei jeweils einer Mission.

## Entwicklung und Veröffentlichung
Hyrule Warriors wurde erstmals am 18. Dezember 2013 als eine Zusammenarbeit mit Koei Tecmo über Nintendo Direct, Nintendos Onlineformat für Produktinformationen, angekündigt.
Der damalige Nintendo-Präsident Satoru Iwata erklärte, das Spiel gehöre nicht zur Hauptserie, sondern sei ein Spin-off.
Die Idee zu Hyrule Warriors wurde erstmals von Yosuke Hayashi, Studioleiter von Team Ninja, vorgestellt, während zusammen mit Nintendo über ein mögliches Crossover zwischen Dynasty Warriors und einem Nintendo-Franchise nachgedacht wurde. Die Idee wurde dabei Eiji Aonuma, dem leitenden Entwickler des Zelda-Franchises, gegenüber am Beispiel eines früheren Crossovers mit dem Namen One Piece: Pirate Warriors vorgestellt. Daraufhin war Nintendo im Gegensatz zu früheren Kooperationen zuversichtlich, dass Koei Tecmo fähig war, das Spiel zu entwickeln. Bei der Entwicklung des Spiels nahm Aonuma die Rolle eines Supervisors ein, der die Entwicklung des Spiels überwachte. Ein Grund für seine große Unterstützung war, dass er unter Druck gesetzt war, sich von Traditionen der The-Legend-of-Zelda-Serie wegzubewegen. Gemeinsam mit Omega Force, dem Hauptentwickler der Dynasty-Warriors-Serie, der neue Ideen einbrachte und bei der Entwicklung von Eins-gegen-Eins-Kämpfen unterstützte, entwickelte Team Ninja, der Entwickler der Dead-or-Alive-Serie, daraufhin das Spiel.
Auf der Electronic Entertainment Expo (E3) 2014 wurde Hyrule Warriors mit einem neuen Trailer öffentlich gezeigt, in dem die Charaktere Agnetha, Lana und Midna sowie der Boss Argorok und der Gegner Zanto angekündigt wurden. Nach der E3 wurden mit der Zeit weitere Informationen zum Spiel auf der Spielewebsite bekanntgegeben. So wurden Phai, Darunia, Ruto, Shiek und Ghirahim als spielbare Charaktere sowie eine Variante von Gohma als Boss angekündigt. In einer Nintendo Direct am 4. August 2014 wurden außerdem Zanto und Ghirahim als spielbar bestätigt sowie Ganondorf zum einen als Hauptgegner und zum anderen auch als spielbarer Charakter bestätigt.

### Veröffentlichung

Der blaue Schal von Link

Die Erstveröffentlichung von Hyrule Warriors erfolgte in Japan am 14. August 2014 über Koei Tecmo, im September erfolgte die Auslieferung in Europa, Australien und den USA durch Nintendo. Neben der Standardversion gab es verschiedene Sonderausgaben. So konnte man in Europa, Australien und New York City eine Limited Edition mit Links Schal erhalten, während in Japan in einer sogenannten Premium-Box eine Triforce-Uhr, einem Artbook sowie als Spielinhalt zwei Kostümsets für die Spielcharaktere enthalten waren. Außerdem gab es in Japan eine Treasure Box, in der zusätzlich der zuvor genannte Schal, ein weiteres Kostümset und eine Miniatur-Schatzkiste enthalten waren.

### Herunterladbare Inhalte
In Europa wurden je nach Händler unterschiedliche Kostüme für Link und Zelda beigefügt, die sich am Aussehen der Figuren in Ocarina of Time, Twilight Princess oder Skyward Sword orientieren. Spieler, die ihr Spiel innerhalb einer gewissen Zeit beim Club Nintendo registrierten, bekamen außerdem Kostüme für Ganondorf basierend auf Ocarina of Time und Twilight Princess.
Mit dem Patch 1.2.0 erhielt man den Herausforderungs-Modus, in dem man auf der Phirone-Map verschiedene Herausforderungen bestehen muss. Mit dem Patch 1.3.0 kamen am 16. Oktober 2014 Cia, Volga und Pyroma als spielbare Charaktere dazu. Am 27. November wurde ein weiteres Update auf Version 1.4.0 veröffentlicht, in dem die Amiibo-Unterstützung eingebunden wird. Das Maximallevel wurde von 100 auf 150 erhöht. Außerdem wurden die maximale Anzahl von Tränken angehoben. In diesem Update sind auch zuvor nicht erhältliche Tränke und Medaillen enthalten. Am 29. Januar 2015 wurde ein Update auf die Version 1.5.0 veröffentlicht, in dem das Maximallevel nochmals von 150 auf 200 erhöht wird. Wiederum werden neue Tränke und Orden hinzugefügt. Neben den Möglichkeiten, Waffenfähigkeiten zu entfernen und zu untersuchen, wurden auch neue Waffenfähigkeiten hinzugefügt. Am 26. Februar 2015 wurde schließlich der Patch 1.6.0 veröffentlicht. Hier wurde das Maximallevel auf 255 erhöht sowie neue Tränke und Orden hinzugefügt. Außerdem wurde der Herausforderungsmodus erweitert.
Ebenfalls am 16. Oktober 2014 erschien der kostenpflichtige DLC Master-Quest-Paket, der neue Missionen im Legenden- und Abenteuer-Modus und für jeden Charakter ein neues Kostüm sowie sieben neue Waffen enthielt. Am 27. November 2014 erschien der DLC Twilight-Princess-Paket, der neue Kostüme für Link und Zelda, den neuen Charakter „Wahre Midna“ sowie eine neue Waffe für Zelda beinhaltet. Auch neue Missionen im Abenteuer-Modus sind enthalten. Am 29. Januar 2015 erschien außerdem das Majora’s-Mask-Paket. In diesem sind neue Kostüme für Impa, Lana und Shiek sowie die neuen Charaktere Junger Link, der an den jungen Link aus Ocarina of Time und Majora’s Mask angelehnt ist, und Tingle, ein Charakter, der in Majora’s Mask seinen ersten Auftritt hatte, enthalten. Außerdem erschien eine neue Karte für den Abenteuer-Modus, die ebenfalls an Majora’s Mask angelehnt ist. Am 26. Februar 2015 ist als letzter DLC des Hero-of-Hyrule-Season Pass das Boss-Paket erscheinen, das unter anderem zwei neue Spielmodi beinhaltet. Dies sind die Boss-Herausforderungen und der Spielmodus Ganons Rache. Letzterer zeichnet sich besonders dadurch aus, dass man den Boss Ganon selbst spielen kann, der sich in weiten Teilen von den anderen Charakteren unterscheidet. Beide Modi stellen Erweiterungen für den Herausforderungsmodus dar.
Zusätzlich erschien ein Season Pass, Hero of Hyrule, mit dem man alle vier DLCs zu einem vergünstigten Preis und zusätzlich ein Dunkel-Link-Kostüm erhält.
Zum Release der 3DS-Version Hyrule Warriors Legends wurde am 24. März 2016 der Legends-of-Hyrule-Season Pass veröffentlicht, der vier weitere DLCs mit zusätzlichen Charakteren und Missionen enthält, die zu einem späteren Zeitpunkt veröffentlicht wurden. Der Season Pass ist dabei in drei Varianten erhältlich. Man kann ihn nur für die 3DS-Version, nur für die Wii-U-Version oder für beide Versionen erwerben. Am 19. Mai 2016 ist mit dem Master Wind Waker Pack der erste DLC erschienen, der nur für die 3DS-Version erhältlich ist. Dieser DLC enthält Kostüme für die Feen-Gefährten und eine Abenteuer-Karte. Zusammen mit diesem DLC ist Medolie für beide Versionen als kostenloser DLC erschienen. Am 30. Juni 2016 ist der zweite DLC, das Link’s Awakening Pack erschienen, das Kostüme für die Feen-Gefährten, eine Abenteuer-Karte, eine Waffe für Linkle, und den Kämpfer Marin enthält. Am 1. September 2016 ist das Phantom Hourglass & Spirit Tracks Pack erschienen, das Kostüme für die Feen-Gefährten, eine Abenteuer-Karte, eine weitere Waffe für Toon-Link, und den Kämpfer Toon-Zelda enthält. Der letzte DLC A Link Between Worlds Pack ist am 31. Oktober 2016 erschienen. Dieser DLC enthält Kostüme für die Feen-Gefährten, eine Abenteuer-Karte und zwei Kämpfer, Ravio und Yuga. Die letzten drei Wii-U-DLCs enthalten nicht die Kostüme für die Feen-Gefährten.
Die Charaktere Linkle, Horror Kid, Toon-Link, Tetra, König Daphnos, und eine Waffe für Ganondorf, die nicht in der Wii-U-Version spielbar waren, sind im Legends Characters Pack erhältlich. Wenn man die Hyrule Warriors Legends besitzt, kann man die Charaktere auch ohne Kauf dieses Pakets für die Wii-U-Version erhalten.

## Rezeption
Hyrule Warriors erhielt überwiegend durchschnittliche bis gute Bewertungen, so hatte es bei Metacritic einen Metascore von 75 % und bei GameRankings eine durchschnittliche Bewertung von 77 %.

## Hyrule Warriors Legends
Hyrule Warriors Legends (jap. ゼルダ無双 ハイラルオールスターズ, Zeruda Musō Hairaruōrusutāzu, wörtlich: „Zelda Unvergleichlich Hyrule All-Stars“) ist ein Remake von Hyrule Warriors für den Nintendo 3DS, das am 24. März 2016 erschien. Es wird ebenfalls von Koei Tecmo und Nintendo entwickelt.
Es weist gegenüber der Wii-U-Version den Unterschied auf, dass alle DLCs schon von vornherein enthalten sind. Zudem kommen neue Charaktere aus The Legend of Zelda: The Wind Waker hinzu, und zwar Zeldas Alter Ego Tetra, Toon-Link und der Leuenkönig. Zusätzlich kommen das Horror Kid aus Majora’s Mask und Linkle, eine Figur, die auf der Idee eines weiblichen Links basiert und mit zwei Armbrüsten kämpft. Ebenso wird die Story auf ein Kapitel das auf The Legend of Zelda: The Wind Waker erweitert.
Unter Fans wurde kritisiert, dass jeglicher kostenpflichtiger Zusatzinhalt von Hyrule Warriors in der 3DS-Version bereits ohne DLCs kostenlos zur Verfügung steht.